# GSC3172-1327
GSC3172-1327 — хімічно пекулярна зоря спектрального класу A3, що має видиму зоряну величину в смузі V приблизно  9,9.